# جون سميث (لاعب كرة قدم بريطاني)
جون سميث (بالإنجليزية: John Smith)‏ (4 يناير 1939 في المملكة المتحدة - 1988) هو مدرب كرة قدم ولاعب كرة قدم بريطاني في مركز الوسط. لعب مع توتنهام هوتسبير وسويندون تاون وكوفنتري سيتي ونادي توركي يونايتد ونادي دوندالك ونادي ليتون أورينت ونادي والسول ووست هام يونايتد.

## وصلات خارجية
- جون سميث على موقع قاعدة بيانات كرة القدم.إي يو (الإنجليزية)